# 冒险小说
冒险小说是小说中的一种。冒险小说通常以各种不寻常的冒险事件为描写的中心线索。主人公往往有不平凡的经历、遭遇和挫折，情节紧张、冲突尖锐、场面惊险、内容离奇。广义意义上的冒险小说一般可分为两类题材：一类描写人与人、人与社会势力的冲突，另一类则指人与环境、人与自然的冲突；狭义的冒险小说只指后一类。这类作品商业性很强，因此作品众多。